# Gaeinsan
Gaeinsan (koreanska: 개인산) är ett berg i Sydkorea.   Det ligger i provinsen Gangwon, i den norra delen av landet, 130 km öster om huvudstaden Seoul. Toppen på Gaeinsan är 1 342 meter över havet, eller 348 meter över den omgivande terrängen. Bredden vid basen är 4,8 km.
Terrängen runt Gaeinsan är huvudsakligen kuperad. Runt Gaeinsan är det ganska glesbefolkat, med 36 invånare per kvadratkilometer. I omgivningarna runt Gaeinsan växer i huvudsak lövfällande lövskog.